# Schiena
Schiena (рус. Спины) — третий студийный альбом итальянской певицы Эммы Марроне, выпущенный 9 апреля 2013 года на лейбле Universal Music Italia.

## Об альбоме
Альбом был создан под руководством продюсера и певца Брандо. Эмма поделилась своими мыслями об альбоме:

Я начала работать над этим альбомом, когда у меня было полно сомнений, страхов и неуверенности. Единственное осознание состояло в том, что я не хотела больше прятаться, я просто хотела, что бы меня приняли, а также хотела принять каждую частичку самой себя. Я выросла и вы также выросли. Я научилась не отказывать себе в радости бытия, из-за страха критики, я научилась даже немного петь для себя, и это неплохо, я научилась любить себя и меньше ненавидеть, я научилась не терять себя, сталкиваясь с предубеждениями, я научилась ходить с прямой спиной не для того, чтобы защищаться от ударов судьбы, а для того, чтобы быть более открытой миру… к вам. Я представляю вам «Schiena».
Оригинальный текст (итал.)Ho iniziato a lavorare a questo disco piena di dubbi, paure, incertezze. L'unica consapevolezza era quella di voler uscire allo scoperto, non volevo più nascondermi, volevo solo accettarmi ed accettare ogni parte di me. Sono cresciuta e siete cresciuti anche tutti voi. Ho imparato a non negarmi la gioia di essere quella che sono per paure delle critiche, ho imparato a cantare anche un po' per me stessa e questo non è un male, ho imparato ad amarmi odiandomi di meno, ho imparato a non perdere me stessa per stare dietro i preconcetti a volte pesanti, ho imparato a camminare con la schiena dritta non per parare meglio i colpi ma per aprirmi meglio al mondo... a voi. Vi presento Schiena

С 26 марта 2013 стал доступен предзаказ альбома на цифровой платформе ITunes. Те, кто купил альбом, также получали в подарок песню «L’amore non mi piace» (рус. Недостаточно любви). По словам Эммы, этой композицией она хотела выразить дань уважения песне «Try» певицы Pink.
11 октября 2013 года певица объявила в социальных сетях о переиздании альбома, выпущенного 12 ноября. Новое издание состояло из двух дисков: первый содержал трек-лист Schiena с новой песней «La mia città» (рус. Мой город), а второй повторял те же песни в полуакустической аранжировке.
Большинство песен с этого альбома исполнены в жанре пауэр-поп и рок. В газете Panorama трек «Schiena» назвали «маленьким шедевром».
На обложке альбома Марроне изображена с обнаженной спиной и скрещёнными руками. На правом боку певицы видна татуировка в виде ласточки. По поводу фотографии обнаженной спины певица сделала следующее заявление:

Это не эксгибиционизм. Я могла быть и совсем голой и полностью одетой, но важна музыка, а не внешний вид, потому что не косуха создаёт рок, и не вечернее платье — джаз, давайте всегда помнить об этом.
Оригинальный текст (итал.)Non è esibizionismo. Potrei essere nuda o completamente vestita: ma ciò che conta è la musica, mica le apparenze, perché un chiodo non fa rock e un abito da sera non fa jazz, ricordiamocelo sempre.

## Список композиций
| №   | Название               | Автор(ы)                                               | Длительность |
| --- | ---------------------- | ------------------------------------------------------ | ------------ |
| 1.  | «Amami»                | Emma Marrone                                           | 3:48         |
| 2.  | «La mia felicità»      | Fabrizio Moro                                          | 3:23         |
| 3.  | «Dimentico tutto»      | Nesli, Niccolò Bolchi                                  | 3:28         |
| 4.  | «Ma che vita fai»      | Federica Camba, Daniele Coro                           | 3:27         |
| 5.  | «Trattengo il fiato»   | Daniele Magro                                          | 3:56         |
| 6.  | «1, 2, 3»              | Daniele Magro                                          | 3:04         |
| 7.  | «In ogni angolo di me» | Emma, Alessandro Raina e Dario Faini                   | 3:41         |
| 8.  | «L'amore non mi basta» | Daniele Magro                                          | 3:29         |
| 9.  | «Se rinasci»           | Niccolò Agliardi, Dario Faini                          | 3:48         |
| 10. | «Chimera»              | Antonino, Salvator Gabriel Valerio, Roberto Cardarelli | 3:27         |
| 11. | «Schiena»              | Naskà                                                  | 5:12         |

| №   | Название                               | Автор(ы) | Длительность |
| --- | -------------------------------------- | -------- | ------------ |
| 1.  | «Amami (Semi-Acoustic)»                |          |              |
| 2.  | «La Mia Felicità (Semi-Acoustic)»      |          |              |
| 3.  | «Dimentico Tutto (Semi-Acoustic)»      |          |              |
| 4.  | «Ma Che Vita Fai (Semi-Acoustic)»      |          |              |
| 5.  | «Trattengo Il Fiato (Semi-Acoustic)»   |          |              |
| 6.  | «1, 2, 3 (Semi-Acoustic)»              |          |              |
| 7.  | «In Ogni Angolo Di Me (Semi-Acoustic)» |          |              |
| 8.  | «L'Amore Non Mi Basta (Semi-Acoustic)» |          |              |
| 9.  | «Se Rinasci (Semi-Acoustic)»           |          |              |
| 10. | «Chimera (Semi-Acoustic)»              |          |              |
| 11. | «Schiena (Semi-Acoustic)»              |          |              |
| 12. | «La mia città»                         | Emma     | 3:31         |

## Чарты
| Чарт                            | Максимальная позиция |
| ------------------------------- | -------------------- |
| FIMI (Италия)                   | 1                    |
| Schweizer Hitparade (Швейцария) | 25                   |

## Турне в поддержку альбома
7 мая были объявлены даты зимнего тура Марроне под названием Schiena Tour. Турне началось 16 ноября в Римини и закончилось в Монтикьяри 10 декабря. Певица выступала на основных спортивных площадках Италии, включая PalaLottomatica, Mediolanum Forum и Пала Альпитур.
| Дата            | Город      |
| --------------- | ---------- |
| 13 ноября 2013  | Морбеньо   |
| 16 ноября 2013  | Римини     |
| 17 ноября 2013  | Анкона     |
| 19 ноября 2013  | Мантуя     |
| 20 ноября 2013  | Ассаго     |
| 22 ноября 2013  | Падуя      |
| 26 ноября 2013  | Болонья    |
| 27 ноября 2013  | Флоренция  |
| 29 ноября 2013  | Рим        |
| 1 декабря 2013  | Ачиреале   |
| 3 декабря 2013  | Неаполь    |
| 5 декабря 2013  | Пескара    |
| 7 декабря 2013  | Турин      |
| 8 декабря 2013  | Кунео      |
| 10 декабря 2013 | Монтикьяри |

### Сет-лист
- Amami
- La mia felicità
- Dimentico tutto
- Ma che vita fai
- Trattengo il fiato
- Cercavo amore
- Calling You
- Schiena
- Se rinasci
- Sarò libera
- L’amore non mi basta
- Arriverà
- 1, 2, 3
- Io son per te l’amore
- >Chimera
- In ogni angolo di me
- Non è l’inferno
- La mia città
- Dimentico tutto (semiacustica)
- Calore (на бис)